# Andrés de Santa Maria

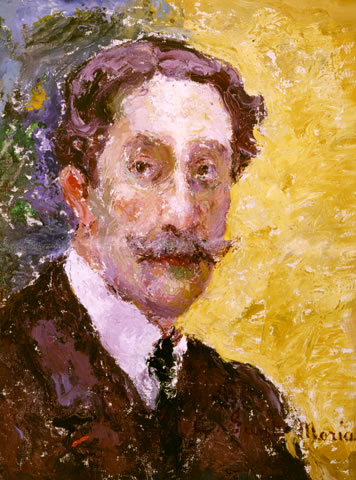
Selbstporträt (1910)

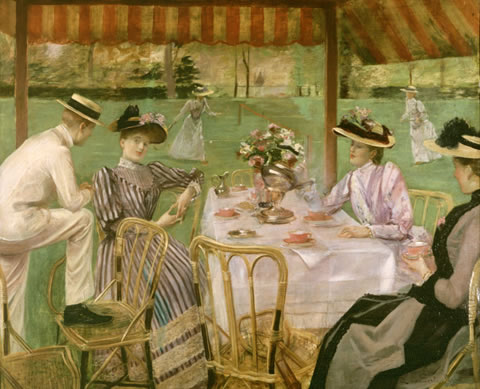
El te (1890)

Andrés de Santa Maria (* 16. Dezember 1860 in Bogotá, Kolumbien; † 29. April 1945 in Brüssel, Belgien) war der international bekannteste kolumbianische Maler seiner Zeit und ein Vorreiter des Impressionismus in Kolumbien. Sein Werk war eigenwillig und leitete den Beginn der modernen Kunst in Kolumbien ein. Santa Marias Suche nach neuen künstlerischen Ausdrucksmöglichkeiten rief Ablehnung und Kontroversen um sein Werk hervor. Er lebte den größten Teil seines Lebens in Europa.

## Frühes Leben
Andrés de Santa Maria Hurtado wurde am 16. Dezember 1860 als dritter Sohn von Andrés de Santa Maria Rovira und Manuela Hurtado in Bogotá, Kolumbien geboren. Er gehörte zu einer gut gestellten Familie, die Verbindungen in die Politik hatte; sowohl sein Großvater als auch sein Vater arbeiteten in hohen Positionen in der kolumbianischen Regierung. Im Jahre 1862, als er zwei Jahre alt war, nahmen ihn seine Eltern mit nach Europa. Die Familie lebte in London, bis sie 1869 nach Brüssel umzog. Als 1878 sein Vater eine Stelle an der Botschaft Kolumbiens in Frankreich erhielt, siedelte die Familie nach Paris über. Santa Marias Wunsch, ein Maler zu werden, traf auf die Gegenwehr seiner Eltern, die ihn zwangen, eine Karriere im Finanzwesen einzuschlagen. Eine Zeit lang arbeitete er als Bankangestellter, aber nach dem Tod seines Vaters 1882 war er schließlich in der Lage, Malerei zu studieren.
Er trat in die Kunstschule ein und war Teilnehmer in den Kursen von Ferdinand Jacques Humbert und Henri Gervex. Prinz Eugen von Schweden und der spanische Maler Ignacio Zuloaga y Zabaleta studierten gemeinsam mit ihm unter Gervex' Anleitung.
Die impressionistische Kunstbewegung hatte einen großen Einfluss auf Santa Marias Schaffen, aber er war auch an sozialen Aspekten interessiert, wie es in den Werken von Alfred Roll zum Ausdruck kam und durch ihn wurde er auch durch den Realismus und die Gemälde von Jean-François Millet und Gustave Courbet geleitet.
Erstmals gewann Santa Maria Anerkennung, als er einen ersten Preis gewann und eingeladen wurde, am Salon de Paris 1887 mit seinem Gemälde Die Wäscher an der Seine. Dieses große und ambitionierte Gemälde zeigt bereits Elemente des Impressionismus bei der Darstellung des Lichtes und sein Interesse an sozialen Aspekten.
Er nahm an den Salons von 1888, 1889 und 1890 teil. In dieser frühen Periode malte Santa Maria eine Reihe unterschiedlicher Werke im Stile von Courbet in Werken wie: Die Schützen (1885), Die Lesung (1886) und Salomón F. Koppel (1889). Diese Gemälde zeigen auch Santa Marias klare Beherrschung der Regeln der Akademie. 1891 stellte er das Gemälde Die Teeparty bei der Künstlervereinigung von Paris aus. Es ist eine der besten Arbeiten seiner frühen Periode, nach der er Europa verließ und nach Kolumbien zurückkehrte.

## Kolumbien
Andrés de Santa Maria heiratete am 25. Januar 1893 in Saint-Jean-de-Luz Amalia Bidwell Hurtado und hatte mit ihr zusammen acht Kinder. 1894 entschied sich das Paar, nach Kolumbien zurückzukehren, wo sie dann für fast zwei Jahrzehnte lebten. Kurz nach seiner Ankunft in Bogotá wurde Santa Maria Professor der Landschaftsmalerei an der Escuela Nacional de Bellas Artes (deutsch: Nationalakademie der Schönen Künste), in die er seine in Frankreich erworbenen Kenntnisse einbrachte. Allerdings war sein Wirken als Avantgardist, der mit den Traditionen der akademischen Malerei brach, in Kolumbien kontrovers.
Während des kolumbianischen Bürgerkrieges, dem Krieg der Tausend Tage, war die Akademie geschlossen und Santa Maria machte eine lange Europareise. In Paris nahm er mit seinem Gemälde Los dragoniantes de la guardian inglesa an dem Salon teil, welches von den Juroren ein Glückwunschschreiben erhielt. Am Ende des Kriegs der Tausend Tage kehrte er nach Kolumbien zurück, wo er 1904 zum Direktor der Kunstakademie ernannt wurde. Er behielt diese Position während des Restes seines Aufenthaltes in seinem Heimatland.
Während er die Akademie leitete, gründete er auch die Schule für dekorative und industrielle Kunst, in der auch andere Techniken, etwa Töpferei, Bildhauerei und das Kunstschmieden gelehrt wurden. Im Jahre 1910 organisierte er eine Ausstellung, welche die Hundertjahrfeier der Unabhängigkeit Kolumbiens begleitete und an der er mit 46 seiner Werke beteiligt war.
Als Künstler wurde Santa Maria in Kolumbien nicht sehr anerkannt und seine Arbeit als Direktor der Akademie war von Kontroversen begleitet. Unter der geballten Kritik entschied er sich zum Rücktritt und verließ Kolumbien, um nicht wieder zurückzukehren.

## Späteres Leben
Santa Maria kehrte 1911 nach Europa zurück. Mit seiner Familie bereiste er England, die Niederlande und Frankreich, bevor er sich in Brüssel niederließ. Beim Ausbruch des Ersten Weltkriegs zog er nach Paris, wo er Freundschaft mit dem Bildhauer Antoine Bourdelle schloss. Während des Krieges reiste er nach London und ließ sich dann in San Sebastian nieder, wo er bis 1918 blieb.
Nach Kriegsende kehrte er nach Brüssel zurück. Während dieser dritten Periode seiner Karriere erntete er Anerkennung als Maler in Kunstausstellungen, etwa 1936 in Brüssel und 1937 in London. Er nahm die modernen Tendenzen der europäischen Kunst auf, blieb aber von den großen Meistern wie el Greco inspiriert. Santa Maria blieb bis in seine letzten Lebensjahre aktiv und stellte viele seiner Werke aus.
Sein Werk kann in drei unterschiedliche Entwicklungsperioden eingeteilt werden. In seinen frühen Werke, die entstanden, als er in Frankreich lebte, sind Farbe und Licht von großer Bedeutung. Seine zweite Schaffensperiode begann mit seiner Rückkehr nach Kolumbien. Der Still in dieser Periode liegt innerhalb des Divisionismus und verwendet reine Farben, Harmonie und Kontrast. Seine letzte Periode beginnt mit seiner Rückkehr nach Europa. Er verwendete eine reichere Bildsprache und setzte Messer und Spachteln ein, um dicke Farbschichten aufzutragen. Die Formen wurden dichter und lebhafter.
Andrés de Santamaria starb am 29. April 1945 im Alter von fünfundachtzig Jahren an einer Nierenentzündung. Nach seinem Tode wurden viele seiner Werke ausgestellt, die bemerkenswerteste Ausstellung fanden 1949 im Museo Nacional de Colombia und 1971 im Museo de Arte Moderno de Bogotá statt, als 126 seiner Gemälde gezeigt wurden.

## Bibliographie
- Martinez Betancour: William, Andrés  de Santamaria, Biblioteca Virtual del Banco de la República, 2004.
- Andrés  de Santamaria: Exh. cat. Museo Nacional de Bogotá und Musée Marmottan, Paris. 1986